# Нихон рюгаку сикэн
Нихон рюгаку сикэн (яп. 日本留学試験 Нихон рю:гаку сикэн, Японский экзамен для иностранных студентов) — стандартизованный вступительный экзамен для иностранных студентов и аспирантов, поступающих в японские университеты и другие высшие учебные заведения. Введён в 2002 году в качестве альтернативы экзамену Нихонго норёку сикэн и Общему экзамену для иностранных студентов, последний из которых более не проводится.
Экзамен содержит вопросы по следующим темам: японский язык как иностранный, наука (физика, химия и биология), Япония и мир, математика. В зависимости от требований выбранных учебных заведений, соискатель может сдавать экзамен на японском или английском языках, за исключением первого раздела, который в обязательном порядке сдаётся на японском. В отличие от Нихонго норёку сикэн, в данном экзамене не существует системы уровней и понятия «успешное прохождение», а результатом служит простое количество набранных баллов, которое впоследствии интерпретируется каждым учебным заведением в зависимости от его вступительной политики.

## Общие сведения
Нихон рюгаку сикэн проводится дважды в год Организацией поддержки студентов в Японии (англ.  Japan Student Services Organization, сокращённо JASSO). Данный экзамен быстро приобрёл популярность и в настоящее время очень многие учебные заведения, решая вопрос о зачислении иностранных студентов, рассматривают его результаты в первую очередь. Тем не менее, обязательным экзамен не является, существует целый ряд учебных заведений, не требующих его прохождения .
Как правило, получение удовлетворительных результатов Нихон рюгаку сикэн является только первым этапом вступительной процедуры, после которого следуют экзамены или собеседования в стенах избранного университета (обычно платные). Часто обязательным требованием является также получение сертификатов TOEFL или IELTS. В некоторых учебных заведениях, напротив, существует практика зачисления соискателей непосредственно по результатам данного экзамена, которые могут быть высланы по почте, без дополнительных визитов в Японию .
Соискатели, набравшие высший балл и поступившие в один из японских университетов, могут претендовать на стипендию JASSO, размер которой составляет 50000 иен в месяц.

## Содержание экзамена
В Нихон рюгаку сикэн реализуется гибкий подход к содержанию экзамена. В зависимости от требований учебного заведения и характера желаемой специальности, соискатель может выбрать необходимые для него экзаменационные предметы среди предложенных (японский язык как иностранный, наука, Япония и мир, математика). Кроме того, существует ряд опций в рамках каждого предмета.

### Японский язык как иностранный
Целью данного раздела является оценка уровня японского языка соискателя и того, достаточен ли он для жизни в Японии и обучения в японских учебных заведениях. Максимальный балл, который можно получить за него — 400. Экзамен длится 120 минут и состоит из четырёх частей:
- Слушание и понимание
- Слушание, чтение и понимание
- Чтение и понимание
- Сочинение

Сочинение оценивается отдельно, максимально возможный балл, включающий оценку грамматики и содержания работы, — 6. Каждая часть содержит разнообразный набор заданий, таких как понимание текста и диалогов, классификация объектов, сравнение и организация, выполнение предписаний и т. д. Задания базируются на текстах из различных источников: газет, служебных документов, публичных выступлений, лекций и прочем подобном материале, охватывающем большинство сфер жизни и слоёв лексики. Сложность экзамена приблизительно сопоставима с первым уровнем Нихонго норёку сикэн.

### Наука
В рамках раздела, производится оценка знаний соискателя по двум из трёх следующих предметов:
- Физика
- Химия
- Биология

Выбор предметов осуществляется соискателем в зависимости от требований учебного заведения. Сложность заданий этого и последующих разделов находится на уровне старших классов средней школы, экзамен длится 80 минут, максимально возможный балл — 200. Данный раздел не может сдаваться одновременно с разделом «Япония и мир».

### Япония и мир
Целью раздела является оценка знаний и навыков соискателя в области гуманитарных наук, общей темой заданий является современный мир и Япония в свете межкультурного взаимодействия. В экзамене встречаются задания из следующих областей:
- Политика
- Экономика
- Общество
- География
- История

Экзамен длится 80 минут, максимально возможный балл — 200. Данный раздел не может сдаваться одновременно с разделом «наука».

### Математика
Экзамен по математике проводится в двух вариантах, называемых «Курс 1» и «Курс 2». Первый вариант, упрощённый, предусмотрен для лиц, планирующих изучать гуманитарные науки или те из естественных наук, где значение математики не так важно. Второй вариант, расширенный, сдаётся соискателями, поступающими на инженерные и научные факультеты. Экзамен длится 80 минут, максимально возможный балл — 200.

## Организация экзамена
Нихон рюгаку сикэн проводится дважды в год — в июне и ноябре, регистрация участников производится в феврале-марте и июне-июле соответственно. Сдать экзамен можно как в Японии, так и за её пределами в ряде стран Южной, Восточной и Юго-восточной Азии, единственным европейским государством, где осуществляется приём данного экзамена, является Российская Федерация. Примечательным является исключение Китая из ряда стран-участниц, что неоднократно оговаривается на страницах официального сайта JASSO. На территории России Нихон рюгаку сикэн проводится во Владивостоке на базе Дальневосточного государственного университета, взнос за экзамен в 2006 году составлял 300 рублей, анкета предоставлялась бесплатно.
Соискатель может сдавать экзамен несколько раз и предоставить в учебное заведение результаты любой сессии (действительны два года). После оглашения результатов каждой экзаменационной сессии в продажу поступает полный сборник входивших в неё вопросов.